# محمدمبین عظیمی
محمدمبین عظیمی کشتی‌گیر آزادکار ایرانی اهل کردستان است.
از افتخارات وی می‌توان به کسب مدال برنز مسابقات قهرمانی کشتی آسیا ۲۰۲۵ اشاره کرد. وی همچنین مدال طلای قهرمانی جوانان جهان ۲۰۲۳ در کشور اردن را برای تیم ایران کسب کرد.

## فعالیت حرفه‌ای ورزشی

### قهرمانی کشتی جوانان جهان ۲۰۲۳
در وزن ۹۲ کیلوگرم محمد مبین عظیمی پس از استراحت در دور اول، در دور دوم با نتیجه ۱۴ بر ۳ سالی سالیف از بلغارستان را شکست داد و راهی یک چهارم نهایی شد. وی در این مرحله با نتیجه ۱۱ بر صفر مقابل مصطفی گادجی مالاچدبیروف از روسیه پیروز شد و به مرحله نیمه نهایی راه یافت. عظیمی در این مرحله با نتیجه ۱۰ بر صفر کنیاز ابویان از ارمنستان را از پیش رو برداشت و به دیدار فینال راه یافت. وی در این دیدار با نتیجه ۵ بر ۴ از سد رضابک آیتموخان از قزاقستان گذشت و به مدال طلا دست یافت.

### قهرمانی کشتی آسیا ۲۰۲۵
در وزن ۹۷ کیلوگرم محمدمبین عظیمی در دور اول با نتیجه ۱۰ بر صفر جوینتی کومار از هند را از پیش رو برداشت. وی در دور دوم با توجه به عدم حضور احمد تاج الدینوف قهرمان جهان و المپیک از بحرین پیروز میدان شد و به مرحله نیمه نهایی راه یافت. عظیمی در این مرحله با نتیجه ۲ بر صفر مغلوب رضابک آیتموخان قهرمان جهان از قزاقستان شد و به دیدار  رده بندی رفت. وی در این دیدار با نتیجه ۹ بر ۳ شاتلیک حملیایف از ترکمنستان را مغلوب کرد و به مدال برنز دست یافت.

## نگارخانه